# Kitanagoya
Kitanagoya (jap. 北名古屋市 Kitanagoya-shi) – miasto w Japonii, w prefekturze Aichi, na wyspie Honsiu.

## Położenie
Miasto leży w środkowo-zachodniej części prefektury.

## Historia
Wioska Shikatsu stała się miasteczkiem 1 kwietnia 1961 roku, a wieś Nishiharu – 1 listopada 1963 roku, ze względu na wzrost populacji w wyniku rosnącego uprzemysłowienia obszaru. 20 marca 2006 roku oba miasteczka zostały połączone tworząc miasto Kitanagoya.

## Populacja
Zmiany w populacji Kitanagoya w latach 1970–2015:
| Rok  | Populacja |
| ---- | --------- |
| 1970 | 46 740    |
| 1975 | 63 165    |
| 1980 | 69 078    |
| 1985 | 70 927    |
| 1990 | 72 582    |
| 1995 | 73 870    |
| 2000 | 75 728    |
| 2005 | 78 078    |
| 2010 | 81 550    |
| 2015 | 84 133    |

## Miasta partnerskie
- Korea Południowa: Muan